# Lókút
Lókút es un pueblo ubicado en el distrito de Zirc, en el condado de Veszprém, Hungría.

## Superficie
Posee una superficie de 18,11 kilómetros cuadrados.

## Demografía
Hasta 2019 la población era de 425 habitantes, con una densidad de población de 23,47 habitantes por kilómetro cuadrado.